# Cantó de Sancerre
El cantó de Sancerre és un cantó francès del departament del Cher, situat al districte de Bourges. Té 18 municipis i el cap és Sancerre.

## Municipis
- Bannay
- Bué
- Couargues
- Crézancy-en-Sancerre
- Feux
- Gardefort
- Jalognes
- Menetou-Râtel
- Ménétréol-sous-Sancerre
- Saint-Bouize
- Saint-Satur
- Sancerre
- Sens-Beaujeu
- Sury-en-Vaux
- Thauvenay
- Veaugues
- Verdigny
- Vinon

## Història
| Data d'elecció                           | Identitat        | Partit                    | Qualitat |
| ---------------------------------------- | ---------------- | ------------------------- | -------- |
| 1945-1951                                | Paulin Roulin    | SFIO                      |          |
| 1951-1958                                | M. Joulin        | Divers droite             |          |
| 1958-19..                                | M. Hainguerlot   | Divers droite             |          |
| 19..-1982                                | M. Fleuriet      | RI, després divers droite |          |
| 1982-1994                                | Jacques Genton   | UDF-CDS                   |          |
| 1994-2001                                | Pierre Touzery   | Divers droite             |          |
| 2001-2011                                | Guy Poubeau      | UMP                       |          |
| 2011-                                    | Michelle Guillou | Divers droite             |          |
| les dades anteriors no són pas conegudes |                  |                           |          |
|                                          |                  |                           |          |

## Demografia
| A partir de 1990: Població sense dobles comptes |